# Albert Kellogg
Albert Kellogg (New Hartford, Connecticut, 6 de dezembro de 1813 – Alameda, Califórnia, 31 de março de 1887) foi um médico e botânico norte-americano, da Califórnia, e um dos sete fundadores em 1853 da California Academy of Sciences.

## Reconhecimento
Em sua homenagem foram nomeados:
- O género botânico Kelloggia Torr. ex Hook.f. 1874
- E diversas espécies entre outras:

Amsinckia kelloggii Suksd., Antirrhinum kelloggii Greene, Arracacia kelloggii (A.Gray) S.Watson, Hemizonia kelloggii Greene, Lilium kelloggii Purdy, Poa kelloggii Vasey, Polygonum kelloggii Greene, Quercus kelloggii Newb.

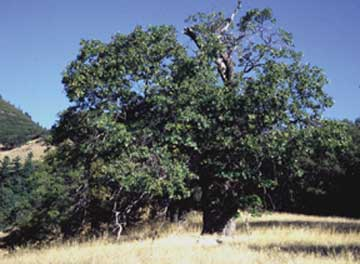
Quercus kelloggii
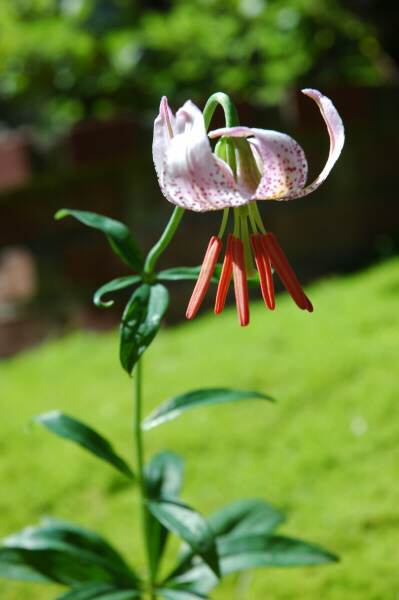
Lilium kelloggii
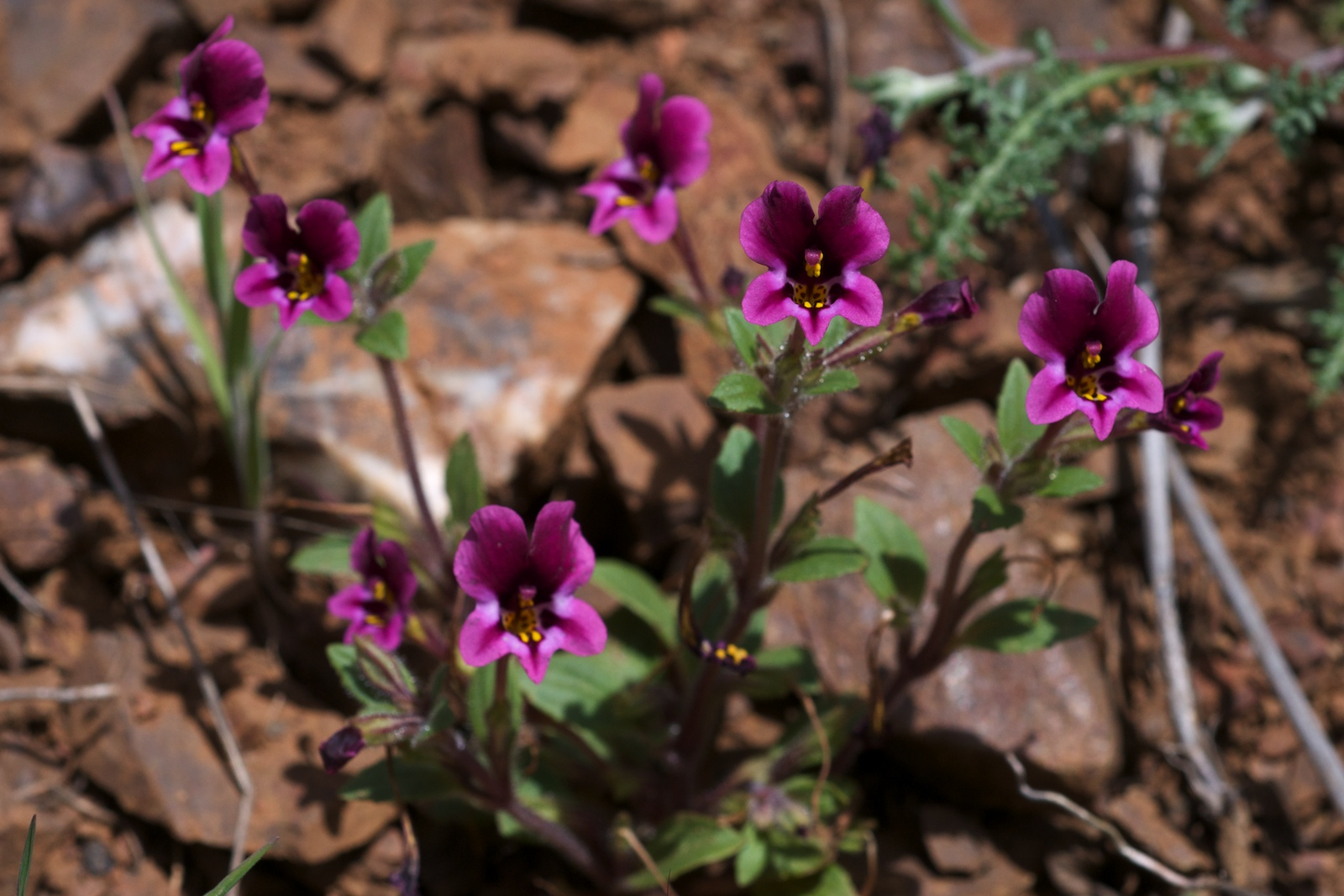
Mimulus kelloggii
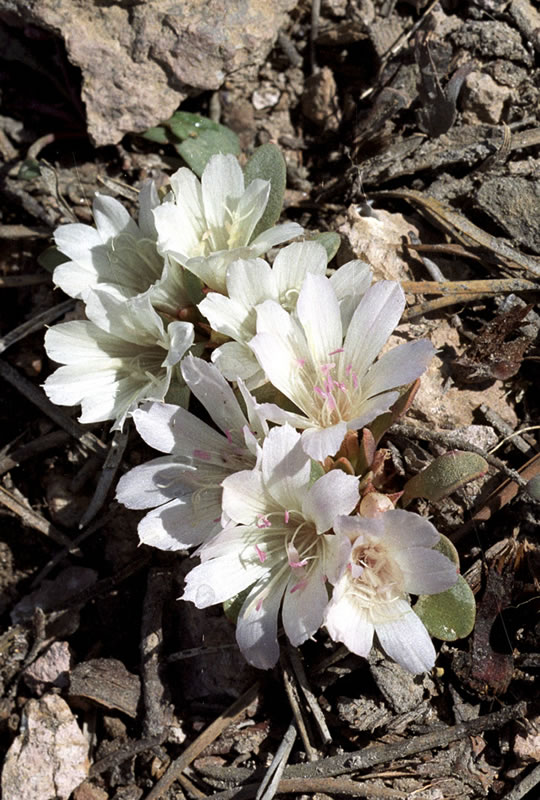
Lewisia kelloggii
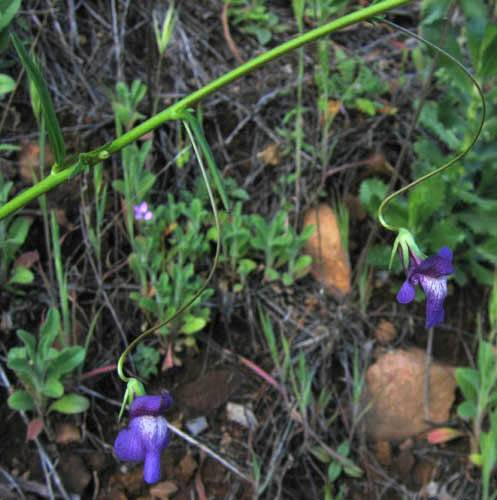
Antirrhinum kelloggii
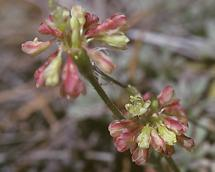
Eriogonum kelloggii